# Copal

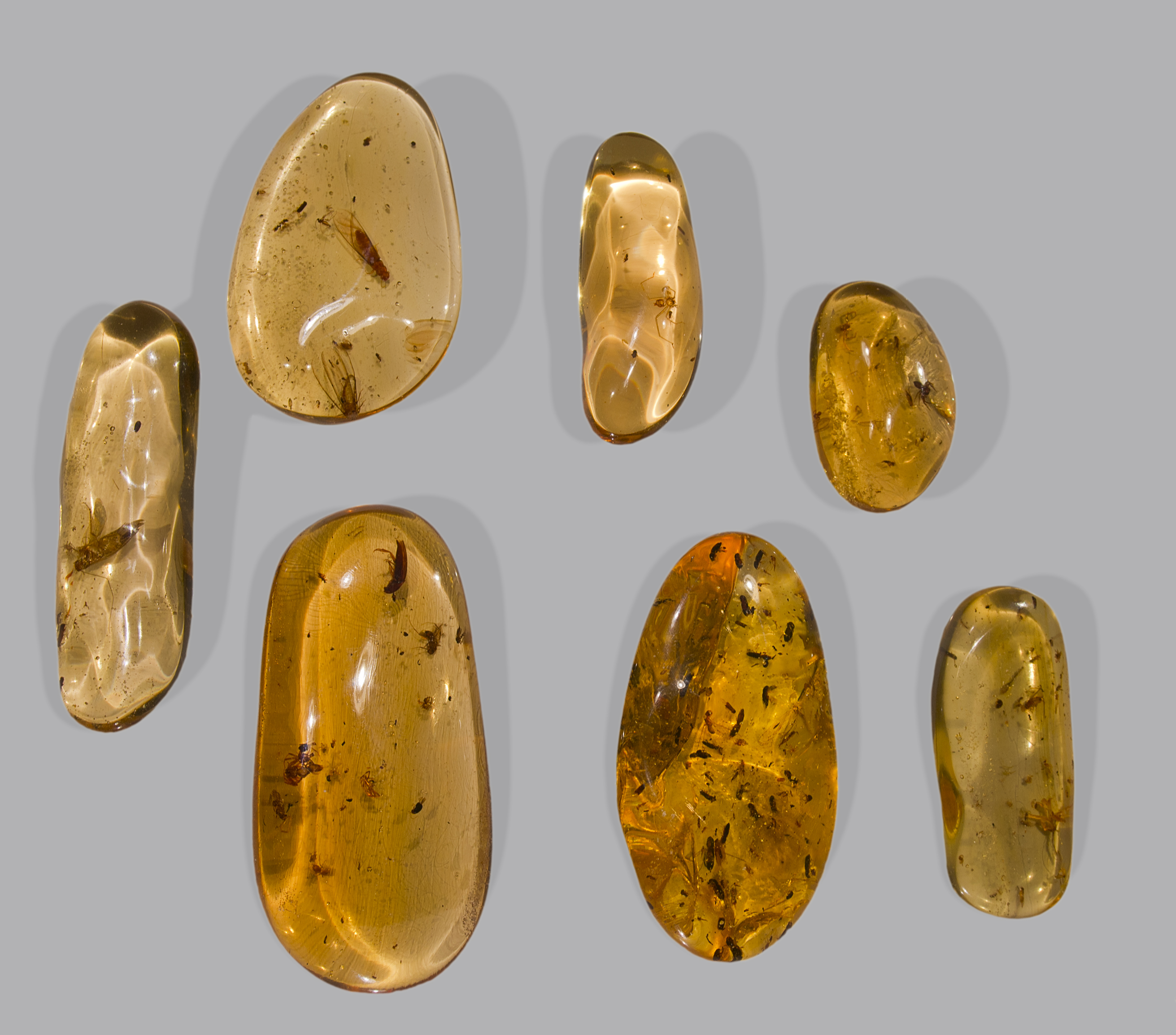
Copal albergando a algunos insectos en su interior.

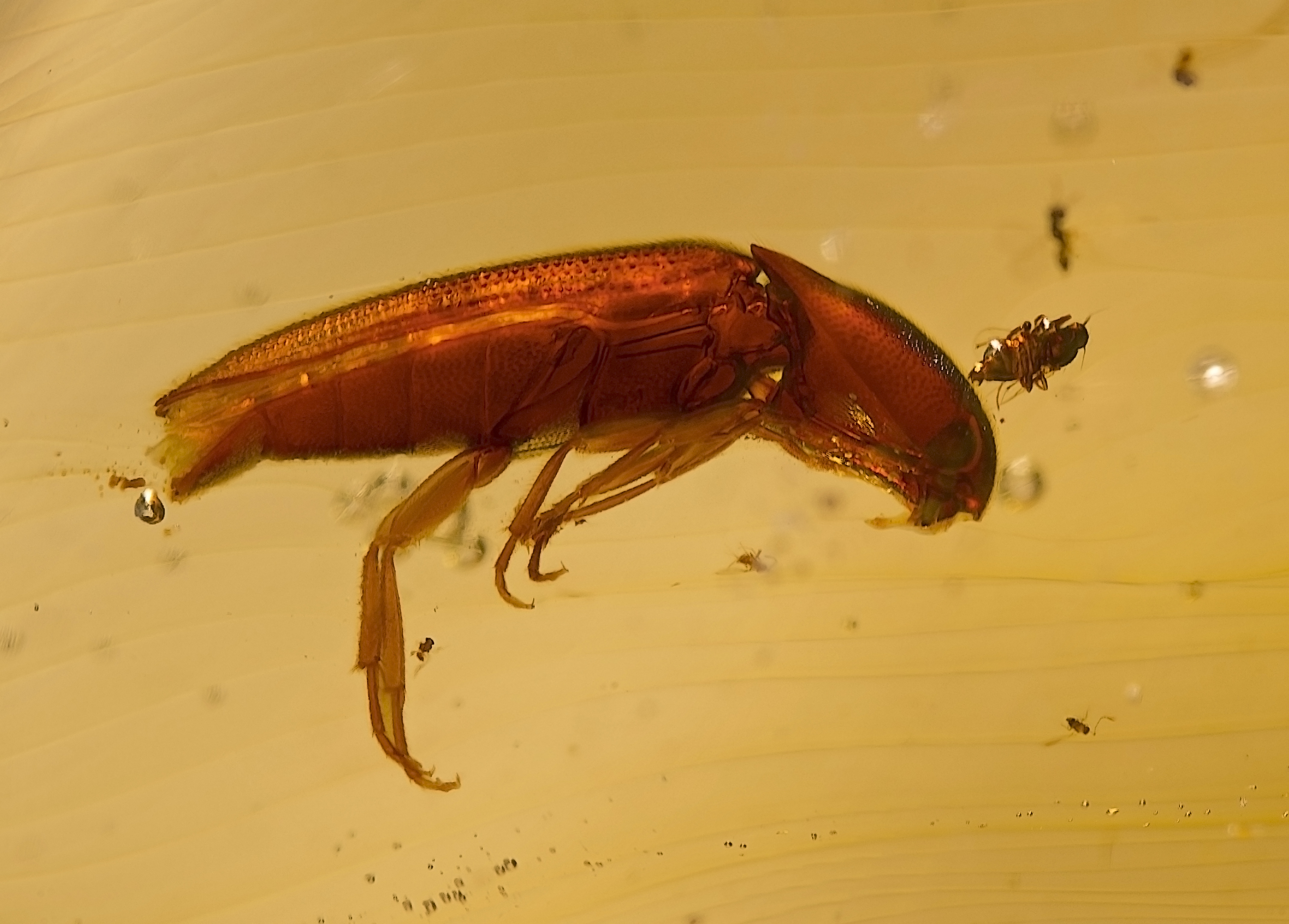
Insectos conservados en copal de Madagascar

El copal (nahuatlismo de copalli, que significa resina o incienso) es el nombre que reciben varias resinas aromáticas vegetales, en una etapa intermedia de polimerización y endurecimiento entre la resina y el ámbar. El copal más común y conocido es el proveniente de los árboles de la familia Burseraceae: Bursera aloexylon, B. graveolens, B. jorullensis y Protium copal.
El copal es un elemento muy importante en la tradición médica y religiosa de Mesoamérica desde la época prehispánica, ya que el humo que desprende al quemarse era usado por las civilizaciones de esta zona como ofrenda a las deidades y como terapia para diferentes males físicos y espirituales. Aún en la actualidad dichos usos son comunes dentro de la medicina tradicional indígena.

## Historia

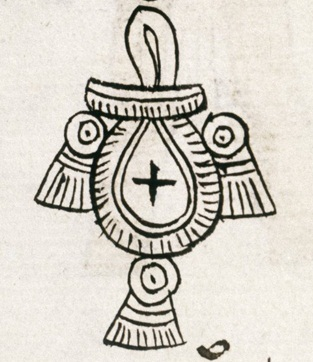
Representación de una bolsa de copal en el Códice Mendoza (folio 23v). Este glifo era símbolo del sacerdocio azteca y representaba el número 8,000.

En la época prehispánica, entre los mexicas o aztecas, se le conocía como copalquáhuitl: “árbol de copal”, y a la resina extraída de él como copalli: “incienso”. Por su uso religioso era conocido como iztacteteo, esto es, "dios blanco", por el color del humo que despedía. Bernardino de Sahagún en su Historia general de las cosas de la Nueva España describe como la goma de copal era usada de manera ritual por los habitantes de la capital azteca quienes la quemaban como ofrenda a sus dioses:

«En la ofrenda del incienso o copal usaban estos mexicanos, y todos los de Nueva España, de una goma blanca que llaman copalli —que también ahora se usa mucho— para incensar a sus dioses. No usaban del incienso, aunque lo hay en esta tierra. De este incienso o copal usaban los sátrapas en el templo y toda la otra gente en sus casas [...].»
Historia general de las cosas de la Nueva España. Libro II.

Durante el siglo XVI Francisco Hernández, protomédico e historiador de Felipe II identificó dicha planta y aseguró que este vocablo se utilizaba para designar a cualquier género de goma:

«Llamamos copalqualiuitl, á vn árbol cuyas hojas son en forma y en grandeza a las de la encina aunque mas largas, el fruto es redondo, y que tira arrojo, tiene el mismo sabor de la goma, que del mismo árbol se destila, la qual vnas vezes destila porsimisma, se saca sajando el árbol llamase por propio y particular nombre copal, aunque suele esta palabra significar á cerca de los yndios qualquiera genero de goma, con algún adiunto del árbol, cuya es la goma como mizquicopali, &c. y assi se llama este árbol copalquahuitl, como si dizessemos árbol que lleua goma de copal [...].»
Cuatro libros de la naturaleza y virtudes de las plantas y animales que están recibidos en uso de medicina en la Nueva España. Libro I, 2a. Cap. 1

En los registros de los cronistas españoles, se consigna el uso ceremonial del copal como ofrenda a los dioses en el culto oficial y en los cultos personales del pueblo llano; se usaba en la magia en conjuros de protección y en celebraciones civiles. Se encontraba relacionado especialmente con los simbolismos de la fertilidad, el agua y la lluvia, por lo que estaba vinculada con el dios Tláloc, quien sostiene una bolsa de copal en algunas de sus representaciones y era invocado como "señor del copal, señor del incienso."

«Tenía [Tláloc] en la mano izquierda vna bolsa de cuero llena siempre de copal que es vn ençienso que nosotros llamamos anime [...].» (sic)
Fray Diego Durán. Historia de las Indias de Nueva España y islas de Tierra Firme. LXXXVI.

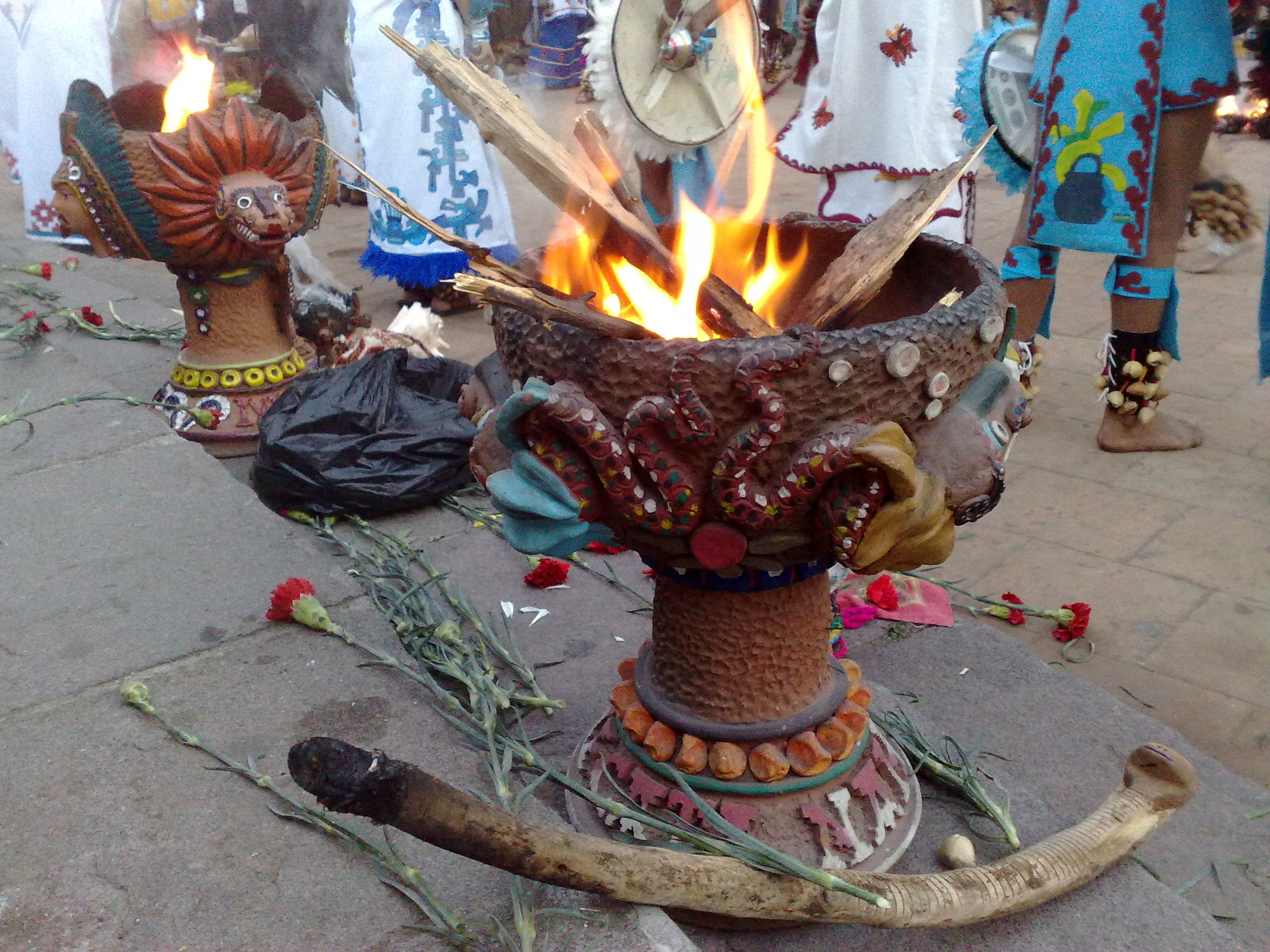
Ocote quemado durante ceremonia del Fuego Nuevo

Para quemarlo ceremonialmente, los aztecas usaban sahumadores en forma de grandes cucharas, llamados en náhuatl "tlémaitl", que significa "manos de fuego", las cuales se han encontrado como parte de ofrendas en construcciones prehispánicas bajo la Ciudad de México. En algunas de ellas, el estudio paleobotánico ha identificado que el copal utilizado por los aztecas era, principalmente, la proveniente de la especie Bursera bipinnata, llamado por los aztecas copalquáhuitl pitzauac; la cual, se quemaba con otras plantas como el yauhtli (Tagetes lucida), ocote (Pinus Ayacahuite) y oyamel (Abies religiosa), entre otras.
Se han encontrado también, hallazgos arqueológicos en el Templo Mayor consistentes en figuras antropomorfas realizadas en copal, así como diversos artefactos, esferas, cilindros y conos hechos de este material.
El uso del copal también tuvo una amplia difusión entre la cultura maya, donde era conocido bajo el nombre de pom (también escrito poom), aunque también hay registros del uso del nahuatlismo copal, en la zona de influencia maya. Esta resina también constituía un importante elemento de la religiosidad de aquel pueblo como se demuestra al haberse encontrado figuras hechas en este material en la gran ofrenda del cenote sagrado de Chichén Itzá, igualmente, era una de las sustancias que, junto con el cinabrio, conformaban el característico pigmento funerario de la Reina Roja de Palenque. Mientras que en el Chilam Balam de Chumayel, el copal es llamado "sesos del cielo".

## Uso en la medicina tradicional
El copal es usado desde las épocas previas a la conquista para el tratamiento de diversos padecimientos. Ya Francisco Hernández, reportaba el uso del copal para la cura del dolor de cabeza y «para todas las enfermedades que nacen de causa fria y humeda», conforme a la teoría de los humores imperante en Europa en aquella época. 
Aún en épocas modernas su uso terapéutico está registrado entre comunidades indígenas contemporáneas, quienes usan diferentes copales para padecimientos tales como el dolor de estómago, dolor de muelas, estrangulación del útero, quemaduras, calentura y problemas respiratorios.
Sin embargo, el uso más extendido es respecto a las llamadas enfermedades culturales, que forman parte de la cosmogonía de los pueblos indígenas mesoamericanos: el susto, el mal aire y los males causados por brujería o influjos espirituales dañinos, mismos cuya curación incluye el uso del copal quemado en sahumerios y pasados por el cuerpo del enfermo, en las llamadas limpias.
Los copales se usan de diversas maneras, uno siendo el ya mencionado quemado en sahumerios, pero hay más, se puede cocer para la limpieza vaginal, se puede hacer una infusión con Protium copal y se usaba para calmar el estómago.

## Identificación
El copal es la resina aromática proveniente de diferentes árboles endémicos de México y de algunas otras partes de América. El género de árboles más utilizado para dicha extracción es el Bursera, planta fanerógama con cerca de 100 variedades. Las más utilizadas son las siguientes:
- Bursera bipinnata. Copal blanco.
- Bursera citronella. Almárciga.
- Bursera copallifera. Copal santo.
- Bursera coyucensis. Copal.
- Bursera glabrifolia. Copalillo.
- Bursera linanoe. Linaloe o xochicopal.
- Bursera penicillata. Copal santo[18]

## Obtención
En la actualidad, la técnica para extraer la resina varía según el producto que se desee obtener. Por ejemplo, el llamado copal de piedra o goma se recolecta de la corteza del árbol. En cambio, el copal blanco o santo se extrae de forma muy similar a como se hace con el hule y el chicle: mediante cortes diagonales a lo largo del tronco o rama del árbol, de tal manera que caiga, y se recolecta generalmente en una penca de maguey colocada bajo la última incisión.
Los antiguos mayas utilizaban el copal en sus ceremonias religiosas, el cual obtenían del árbol Protium copal, también conocido como Elaphrium copal.
Se utiliza supuestamente para limpiar y purificar las energías de un lugar y de las personas que lo utilizan.
Para diluir la resina generalmente se usa la esencia de trementina (destilación del bálsamo de pino), nuez o adormidera.